# Surrey
Surrey är ett grevskap i sydöstra England med en yta på 1 663 km2 och med cirka 1,2  miljon invånare (2022). Största ort är Woking. Den norra delen av Surrey består av förorter till London. 
Den administrativa huvudorten är sedan 2021 Reigate.

## Administrativ indelning
Surrey är dels ett ceremoniellt grevskap (ceremonial county), dels ett administrativt grevskap som är en typ av sekundärkommun (non-metropolitan county). Det administrativa grevskapet är indelat i elva distrikt (non-metropolitan districts), som är en typ av primärkommun.
| Nr | Distrikt             | Distrikten i Surrey |
| -- | -------------------- | ------------------- |
| 1  | Spelthorne           |                     |
| 2  | Runnymede            |                     |
| 3  | Surrey Heath         |                     |
| 4  | Woking               |                     |
| 5  | Elmbridge            |                     |
| 6  | Guildford            |                     |
| 7  | Waverley             |                     |
| 8  | Mole Valley          |                     |
| 9  | Epsom and Ewell      |                     |
| 10 | Reigate and Banstead |                     |
| 11 | Tandridge            |                     |